# Château du Larron
Le château du Larron ou château de Rochein est une ancienne motte castrale qui se dresse sur le territoire de la commune française de Saint-Julien-le-Petit, dans le département de la Haute-Vienne, en région Nouvelle-Aquitaine.

## Localisation
Le château est situé au lieu-dit Laron, sur un contrefort du Mont-Laron à 414 m d'altitude environ, sur la commune de Saint-Julien-le-Petit, dans le département français de la Haute-Vienne.

## Historique
Un certain Roger Ier de Laron est mentionné en 988-990 dans le cartulaire d'Uzerche.

## Description
La motte, qui est pour partie constituée par le rocher et par des terres et matériaux rapportés, se dresse, au sommet d'un promontoire rocheux qui présente des pentes abruptes, lové dans une boucle de la rivière la Maulde.
La motte, qui se présente sous la forme d'un tronc de cône à section elliptique, mesure à sa base entre 35 à 40 m de longueur, sur 20 à 22 m de largeur, et sa plate-forme sommitale 30 × 16 m environ, offrant ainsi une superficie de 500 m2. Elle domine de 8 ou 9 m une petite esplanade, qui pourrait correspondre à l'ancienne basse-cour, qui couronne le soubassement située en avant de la butte.
Afin de limiter l'accès à la motte, la déclivité de la montagne, à l'est et à l'ouest, a été accentuée, alors qu'au sud, un fossé a été taillé afin d'isoler un peu plus la motte avec le Mont Laron.
Il ne subsiste de l'édifice qui s'élevait sur la motte que les restes d'une tour ronde, quelques débris d'enceinte, des contreforts et trois ou quatre murs intérieurs.
Au milieu du XIXe siècle une cave aurait été découverte au sommet de la butte. Un aqueduc, provenant du haut de la montagne, passe sous la butte et se dirige vers le nord-est. L'eau qui provient d'une source naissant dans un petit ravin et dirigé vers Rochein par un canal, assez haut permettant le passage d'un homme courbé, recouvert tantôt d'une voûte en moellons, tantôt de grosses pierres.
Presqu'en face de la butte, du côté nord-ouest, sous un gros éclat de granit, s'ouvre un souterrain qui n'a pas été à ce jour visité dans son intégralité. Il est assez large pour laisser passer deux personnes de front, et présente sur les côtés, de loin en loin, des banquettes taillés dans le rocher ou dans le tuf.